# PopMart: Live from Mexico City
PopMart: Live from Mexico City — фільм-концерт ірландського рок-гурту U2, виданий на лейблі Island Records в листопаді 1998 року. Концерт відбувся 3 грудня 1997 року на стадіоні Форо Сол в Мехіко. Спочатку концерт був випущений на VHS і Video CD, у вересні 2007 року його перевидали на DVD. Фільм був номінований на премію «Греммі» в категорії «Найкращий музичний фільм».

## Концерт
Шоу починається «нетанцювальною» версією композиції «Mofo», далі гурт виконує стандартний набір пісень з сет-листа PopMart Tour. Це єдине відео U2, в яке увійшли всі пісні зіграні на концерті. При монтажі були зроблені мінімальні правки, були збережені моменти коли: під час пісні «Desire» Боно забуває частину лірики, а наприкінці «New Year's Day» він просить фаната вимкнути лазерну указку.

## Список композицій
1. «Pop Muzik»
2. «Mofo»
3. «I Will Follow»
4. «Gone»
5. «Івn Better Than the Real Thing»
6. «Last Night on Earth»
7. «Until the End of the World»
8. «New Year's Day»
9. «Pride (In the Name of Love)»
10. «I Still Haven't Found What I'm Looking For»
11. «All I Want Is You»
12. «Desire»
13. «Staring at the Sun»
14. «Sunday Bloody Sunday»
15. «Bullet the Blue Sky»
16. «Please»
17. «Where the Streets Have No Name»
18. «Lemon (Perfecto Mix)»
19. «Discothèque»
20. «If You Wear That Velvet Dress»
21. «With or Without You»
22. «Hold Me, Thrill Me, Kiss Me, Kill Me»
23. «Mysterious Ways»
24. «One»
25. «Wake Up Dead Man»

- «Pop Muzik» і «Lemon (Perfecto Mix)» були записані заздалегідь, вони грають у вигляді фонової музики: перша — під час виходу музикантів на сцену, на початку концерту, друга — перед першим виходом «на біс».

## Додатковий матеріал
- Бонус-треки
  - «Please», «Where the Streets Have No Name», «Discothèque» і «If You Wear That Velvet Dress», записані під час шоу Feyenoord Stadium, Роттердам, 18 липня 1997
  - «Hold Me, Thrill Me, Kiss Me, Kill Me», «Mysterious Ways» і «One», записані під час шоу Commonwealth Stadium, Едмонтон, 14 червня 1997
- Музичне відео
  - «Staring at the Sun» (Miami Version) 
Режисер — Морлі Штайнберг
  - «Last Night on Earth — First Night in Hell» (Remix Version)
Режисер — Джон Бленд
- Документальне відео
  - Lemon For Sale
  - The Road To Sarajevo
  - A Tour of the Tour
  - Last Night on Earth — One Day in Kansas
- Візуальний монтаж «PopMart Tour»
Куратор — Кетрін Овенс
- Екстра
  - Особливості DVD-ROM
- «Пасхалки» (відео дублінських доків).

## Hasta la Vista Baby!
В 2000 році було видано концертний альбом Hasta la Vista Baby! U2 Live from Mexico City. Він містив вибрані пісні концерту в Мехіко і був випущений виключно для членів фан-клубу журналу U2 Propaganda. На альбом потрапили 14 пісень з 25, які були виконані на концерті.

### Список композицій
Автор музики і слів U2, окрім «Pop Muzik», яка написана гуртом M.. 
| #     | Назва                                                                         | Тривалість |
| ----- | ----------------------------------------------------------------------------- | ---------- |
| 1.    | «Pop Muzik» (Грає як фонова музика, під час виходу U2 на сцену)               | 3:09       |
| 2.    | «Mofo»                                                                        | 4:36       |
| 3.    | «I Will Follow»                                                               | 2:51       |
| 4.    | «Gone»                                                                        | 4:41       |
| 5.    | «New Year's Day»                                                              | 4:59       |
| 6.    | «Staring at the Sun»                                                          | 4:32       |
| 7.    | «Bullet the Blue Sky»                                                         | 6:11       |
| 8.    | «Please»                                                                      | 6:58       |
| 9.    | «Where the Streets Have No Name»                                              | 6:35       |
| 10.   | «Lemon (Perfecto Mix)» (Грає як фонова музика, перед першим виходом «на біс») | 2:05       |
| 11.   | «Discothèque»                                                                 | 5:09       |
| 12.   | «With or Without You»                                                         | 5:47       |
| 13.   | «Hold Me, Thrill Me, Kiss Me, Kill Me»                                        | 5:39       |
| 14.   | «One»                                                                         | 6:07       |
| 69:20 |                                                                               |            |